# 凯·弗尔拜
凯·弗尔拜（荷蘭語：Kai Verbij，1994年9月25日—），荷兰男子速度滑冰运动员，2017年世界单程距离速度滑冰锦标赛男子1000米铜牌得主、2019年世界单程距离速度滑冰锦标赛男子1000米和男子团体竞速赛金牌得主、2020年世界单程距离速度滑冰锦标赛男子团体竞速赛金牌得主、2021年世界速度滑冰锦标赛男子1000米金牌得主。